# Zijad Švrakić
Zijad Švrakić (Sarajevo, 21. rujna 1960.), poznat i pod imenom Ziya Yildiz nakon sticanja turskog državljanstva, bosanskohercegovački je trener i bivši nogometaš.

## Igračka karijera
Kao igrač FK Sarajevo bio je član druge prvačke generacije koševske momčadi koja je 1985. godine osvojila naslov prvaka Jugoslavije. Švrakić je zatim nastupao sedam godina u turskoj Süper Ligi, braneći boje Adana Demirspor, Galatasaray, Ankaragücü i Karşıyake. Karijeru je završio u dresu Rabat Ajaxa u malteškoj Premier ligi.

## Trenerska karijera
Švrakić je počeo trenersku karijeru još kao aktivni nogometaš u Rabat Ajaxu 1994. godine. Pored pomenutog kluba, u dosadašnjoj trenerskoj karijeri vodio je Floriana F.C., kuvajtske klubove Al-Jahra i Al-Salmiya, te omanske klubove Al-Seeb i Sur SC.

## Vanjske poveznice
- Profil TNS (tur.)